# Creative Computing
Creative Computing est l'un des premiers magazines couvrant la révolution des ordinateurs personnels. Publié d'octobre 1974 à octobre 1985, il traite de l'ensemble du milieu lié à l'informatique personnelle, amateur ou à domicile, dans un format plus accessible que le magazine Byte, plus orienté sur l'aspect technique. Creative Computing fournit également des programmes sur cassettes et disquettes pour les systèmes informatiques populaires de l'époque,.
Le magazine est fondé par David H. Ahl, auteur du livre 101 BASIC Computer Games, qui vend le magazine à Ziff Davis au début des années 1980, mais reste en tant que rédacteur en chef. Les rédacteurs les plus connus sont Robert Swirsky, David Lubar et John J. Anderson. Le magazine inclut régulièrement des codes sources en BASIC de logiciels utilitaires et de jeux vidéo, que les utilisateurs peuvent taper sur leur ordinateur. Ted Nelson, l'inventeur de l'hypertexte, y travaille brièvement en tant que rédacteur. À la fin de son existence, Creative Computing tente de se recentrer sur l'informatique professionnelle mais ne trouve pas son succès et cesse finalement de paraître en octobre 1985.